# Żurrieq Football Club
El Żurrieq Football Club és un club de futbol maltès de la ciutat de Żurrieq.

## Història
El club va ser fundat el 1949. El seu major triomf fou la copa maltesa (FA Trophy) de l'any 1984-85.

## Palmarès
- Copa maltesa de futbol: 
  - 1984-85

- Segona divisió maltesa de futbol: 
  - 1992-93

- Tercera divisió maltesa de futbol: 
  - 1979-80